# Eptesicus chiriquinus
Eptesicus chiriquinus — вид рукокрилих родини Лиликові (Vespertilionidae). Видова назва походить з типової місцевості Chiriquí в панамі.

## Поширення
Країни проживання: Колумбія, Еквадор, Панама, Венесуела.

## Морфологія

### Морфометрія
Довжина голови й тіла: 57-65, довжина хвоста: 35-51, довжина задньої ступні: 9-13, довжина вуха: 12-17, довжина передпліччя 42-49, вага: 9-14 гр.

### Опис
Це середнього розміру кажан. Голова виражено довга. Вуха середньої величини, трикутні і загострені. Очі малі. Хутро м'яке, шовковисте, довге, 8-10 мм. Спина темно-коричнева або чорнувато-корицева, іноді з відтінком червоного або оранжевого кольору з блідими основами волосків і дещо блідішими кінчиками, так що деякі особини мають деякий блиск. Низ світліший, ніж спина, з чорнуватими волосся біля основи і жовтуватим на кінчиках. Мембрани, як правило, чорного або чорно-коричневого кольору, мають конічну форму. Довгий хвіст обгорнутий у мембрани, за винятком його кінчика, який виступає на кілька міліметрів. 
| Зубна формула   |
| --------------- |
| I 2 C 1 P 2 M 3 |
| I 2 C 1 P 2 M 3 |

## Поведінка
Вони харчуються комахами, в основному жуками і метеликами захопленими під час польоту, їх можна спостерігати полюючими біля ліхтарних стовпів. Політ швидкий і прямий. Знаходить притулок в дуплах дерев, печерах, тріщинах і дахах будинків. Вони утворюють колонії малі і середні, а іноді ті складаються з кількох десятків осіб. Починають свою активність незабаром після заходу. Присутні в первинних і вторинних лісах, на лісових галявинах, лісових галереях, садах і плантаціях. Переважно літають на відкритих просторах, над пологом лісу і уздовж річок і струмків.